# Oedipina poelzi
Oedipina poelzi ist ein Schwanzlurch aus der Familie der Lungenlosen Salamander (Plethodontidae). Er gehört zur Gattung der Tropensalamander (Oedipina) und kommt nur in dem zentralamerikanischen Staat
Costa Rica vor. Das Artepitheton poelzi ehrt Friedrich Pölz, einen deutschen Freund des Erstbeschreibers Arden Howell Brame.

## Merkmale
Oedipina poelzi erreicht eine Kopf-Rumpf-Länge von 41 bis 64 mm, die Gesamtlänge mit Schwanz beträgt 107 bis 181 mm. Die dorsale Körperseite ist braun, der Bauch schwarz. Der lange, seitlich abgeflachte, an seiner Basis nicht eingeschnürte Schwanz zeigt auf der schwarzen Grundfärbung braune Flecken. An seiner Seite befinden sich einige weißliche, auf der Unterseite des Schwanzes nur wenige und auf der dorsalen Seite viele kleine Guanophoren. An der Bauchseite des Körpers sind zahlreiche kleine, am Kehlbereich größere Guanophoren vorhanden. Ein schmaler, creme- bis silberfarbener lateraler Streifen trennt die Rücken- von der Bauchfärbung. Die kräftigen schwarzen, braun gefleckten Beine sind moderat lang mit schmalen Füßen. Die langen Finger und Zehen sind weitgehend mit Schwimmhäuten verbunden, nur die Spitzen der mittleren drei Zehen sind davon frei. Der schwarze, undeutlich braun gefleckte Kopf ist sehr breit mit großen Augen und kurzer stumpfer Schnauze. Die Iris ist schwarz.
Auf der Maxilla (Oberkiefer) befinden sich 42 bis 70, auf dem Vomer (Pflugscharbein) 14 bis 34 Zähne. Entlang der Körperseite zeigen sich 19 bis 20 Rippenfurchen.

## Verbreitung
Oedipina poelzi ist in feuchten montanen und prämontanen Zonen der Cordillera de Tilarán, Cordillera Central und Cordillera de Talamanca in Costa Rica in Höhen von 775 bis 2050 m verbreitet.

## Lebensraum und Lebensweise
Diese Salamanderart lebt in Moos- und Flechtenmatten und unter Steinen und Baumstämmen in der Nähe von Flüssen. Sie lebt relativ aquatisch und ist in der Regel nahe bei Flüssen zu finden, obwohl sie zur Fortpflanzung kein Wasser braucht. Weitere Habitate sind Geländeeinschnitte, Steinbrüche und Sekundärlandschaft, vorausgesetzt diese sind nicht zu degradiert und ausgetrocknet.

## Gefährdung
Der Bestand ist, geschätzt, in den letzten 10 Jahren um mehr als 50 % zurückgegangen. Die Ursachen für den erheblichen Bestandsrückgang sind derzeit noch unklar. Im Verbreitungsgebiet von Oedipina poelzi wurden Chytridpilze nachgewiesen, es ist jedoch nicht sicher ob Chytridiomykose für den Bestandsrückgang verantwortlich ist. Die Art ist durch den Verlust von Lebensraum durch kleinbäuerliche Aktivitäten und Tierhaltung, Holz-Sammlung und menschliche Besiedlung bedroht. Ein Teil seines Lebensraumes könnte durch den Bau eines Staudamms überschwemmt werden. Die International Union for Conservation of Nature and Natural Resources (IUCN) stuft die Art auf Grund des erheblichen Bestandrückganges, des fragmentierten Verbreitungsgebietes und des Habitatverlustes als stark gefährdet (EN, Endangered) ein.

### Schutz
Die Art kommt im Biologischen Reservat Monteverde und im Nationalpark Braulio Carrillo vor, zur Erhaltung der Art ist eine Bestandsüberwachung angeraten.